# Gabriela Rocha
Gabriela Rocha (ur. 13 marca 1994) – brazylijska piosenkarka wykonująca współczesną muzykę chrześcijańską.
Pod koniec lipca 2012 roku podpisała kontrakt z Sony Music i wydała debiutancki album Jesus we współpracy z Thalles Roberto i Fabio Aposan. Drugi jej album Pra Onde Iremos? został wydany w grudniu 2014 we współpracy z Daniela Araújo. W 2017 roku, po 5 latach w Sony Music Brasil podpisała kontrakt z brazylijskim Onimusic.
Piosenka Ninguém Explica Deus z jej udziałem była najczęściej odtwarzaną piosenką muzyki gospel w brazylijskich radiach, w 2016 roku. Jest też najpopularniejszą piosenką gospel w serwisie YouTube. Do 2023 roku osiągnęła ponad 700 milionów wyświetleń.
Gabriela jest członkiem baptystyczno-zielonoświątkowego Kościoła Lagoinha w Belo Horizonte.
Od 2015 roku regularnie występuje na Marszach dla Jezusa, w São Paulo, w których bierze udział setki tysięcy osób.